# بخش شارون (شهرستان ریچلند، اوهایو)
بخش شارون (به انگلیسی: Sharon Township) یک منطقهٔ مسکونی در ایالات متحده آمریکا است که در شهرستان ریچلند، اوهایو واقع شده‌است.
 بخش شارون ۶۲٫۶ کیلومتر مربع مساحت و ۹٬۷۲۰ نفر جمعیت دارد و ۳۳۵ متر بالاتر از سطح دریا واقع شده‌است.